# 鯊魚王
鯊魚王（英語：King Shark）是一名出現在DC漫畫中的超級反派，角色首次出現在《超級小子vol. 4》#0（1994年10月）之後於《超級小子vol. 4》#9（1994年10月）以全貌登場，由卡爾·卡索創作。

## 人物
納納威是一個出生於夏威夷的人形鯊魚。他的父親為眾鯊之王（The King of All Sharks）——鯊魚神（The Shark God）。原本對於其他人來說他的起源充滿了許多疑慮，就像探員山姆·馬科亞（Sam Makoa）將他的起源視為迷信並提及納納威是個野蠻的突變。這也暗示了納納威是「野人」之一，此以《卡曼迪：地球上最後一個男孩》為基礎。但是現在完結的《水行俠：亞特蘭提斯之劍》結束了對於他的起源而引起的爭議。
在超級小子抵達夏威夷之前納納威就已經對幾年前失蹤的人們負責。山姆·馬科亞負責將他帶離夏威夷。納納威之後被計畫雇用他的矽龍（The Silicon Dragons）釋放。納納威對於在前往母親的家之前殺死他的解放者並不感興趣，之後他的母親允許他咬掉她的手臂以飽食。最後超級小子以他的熱視線將納納威擊敗。當超級小子和馬科亞被分派到自殺突擊隊去摧毀矽龍時，納納威也被迫去協助。納納威的腰上綁著一個爆裂物腰帶，如果馬科亞遭遇不測時便會引爆。小隊的其他成員包括淘汰（Knockout）和死亡射手及迴旋鏢隊長這兩位老將。
納納威是個瘋狂的戰鬥機器，他殲滅了龍的軍團也在背叛團隊時殺死了Sidearm。儘管腰帶最後爆炸了，但他在爆炸及巢穴的毀滅中倖存下來。
巢穴中的遺體在研究團隊被派遣後去調查之後下落不明。納納威最初被眾人懷疑，但其實是黑蝠鱝所為。納納威在與超級小子的戰鬥中被擊敗並趕出海中。

### 新52
新52中的鯊魚王外觀為一個類人的錘頭雙髻鯊，他被阿曼達·華勒虐待且被迫加入自殺突擊隊。當涉及到自殺突擊隊必須遵守阿曼達·華勒的要求時，他最後吃掉了他的隊友溜溜球（Yo-Yo）但是之後溜溜球倖存了下來。
在《邪惡永恆》中，鯊魚王和其他反派一樣被罪惡聯盟吸收並加入超級惡棍祕密會社。

### DC重生
鯊魚王是企圖殺死蝙蝠俠以阻止雙面人洩漏秘密資訊的眾多反派之一。他與殺手鱷及杏仁核在火車上一同攻擊蝙蝠俠。
鯊魚王之後出現於《少年悍將》，他綁架一名記者並計畫推翻地表的居民，但被水少俠（傑克森·海德）和達米安·韋恩所阻止。之後揭漏鯊魚王其實在黑蝠鱝手下工作。
在《黑暗正義聯盟》中，曾經與康斯坦丁交往，但遭到閃點再次修正後，不確定這段情感是否被視作正史。

## 其他版本的鯊魚王
- 在大事件「閃點」混亂的時間線世界中，鯊魚王是一個在哈雷馬戲團表演畸形秀的大力士[6] ，在哈雷馬戲團遭到亞馬遜人攻擊時，鯊魚王在試圖拯救命運博士時被她們所殺。

- 在《蝙蝠俠：阿卡漢騎士》的前傳漫畫中他並沒有出現，但是他的兒子鯊魚小子（Kid Shark）現身且在街上襲擊蝙蝠俠。詹姆斯·高登局長正好在該地區便加入戰鬥中，他在戰鬥中分散敵人的注意力讓蝙蝠俠能用消防栓重擊鯊魚小子的後腦勺。高譚市警察局不久之後逮捕他[7]。

## 其他媒體

### 電視
- 《閃電俠》：由大衛·海特（David Hayter）配音。人類型態由丹·佩恩所飾演(第五季登場)，本名Shay Lamden的海洋生物學家。
  - 第二季登場，1號地球的Shay Lamden受到加速器爆炸影響後死亡。2號地球受極速所控制，最後被關入ARGUS監獄。第三季King Shark出現在A.R.G.U.S.充當外星科技的監督者，Barry和Captain Cold設法偷取外星科技。第五季曾恢復人類型態，但基於贖罪心裡願意永遠變回鯊魚型態與大猩猩古魯德大戰。
  - 鯊魚王的妻子Dr. Tanya Lamden分別由哈利·碧兒普(第二季)及齊比·阿倫(第五季)個別飾演。
- 《DC超級英雄女孩》：由凱文·麥可·理查森配音。
- 《生物突擊隊》：由狄爾里奇·巴德配音。

### 電影
- 《超人/蝙蝠俠：公眾之敵》
- 《蝙蝠俠：血濺亞克漢》：由約翰·迪·馬吉歐配音。

#### DC擴展宇宙
- 2016年電影《自殺突擊隊》導演大衛·艾亞在Twitter上的Q&A表示原本計畫鯊魚王將會於電影中出現，但考慮該角色只能以電腦動畫塑造，所以後來電影中便用演員化妝演出殺手鱷取代。
- 2021年電影《自殺突擊隊：集結》，鯊魚王由史蒂夫·阿吉（英语：Steve Agee）擔當該角色的形態演員，並由席維斯·史特龍配音。。

### 電子遊戲
- 《樂高蝙蝠俠3：飛越高譚市》:由崔維斯·威靈翰配音。
- 《自殺突擊隊：戰勝正義聯盟》：可操作角色之一。